# Fiesta de San Antonio de Padua (Cangas de Onís)
La fiesta de San Antonio de Padua se celebra el 13 de junio en la localidad de Cangas de Onís en Asturias.
En la víspera del día trece se celebra la tradicional hoguera denominada Joguera.
El día grande se caracteriza porque los vecinos de la ciudad se visten con el traje típico de cangas. Se celebra la procesión desde la capilla de San Antonio para ir a la iglesia de Santa María para la misa solemne del día de fiesta. Al finalizar la misa la imagen emprende el camino de regreso a la capilla, acompañada por la gente.
La fiesta se completa con la romería en el robledal de San Antonio.

Fiestas de San Antonio en Cangas de Onís
- Datos: Q5861683